# Algarve International Circuit
A Algarve International Circuit (portugálul: Autódromo Internacional do Algarve), a köznyelvben Portimão Circuit, egy 4,692 km hosszú versenypálya mely Portugália déli részén fekvő Portimão városában található meg. A teljes építési költség 195 millió euró volt (közel 70 milliárd forint). A komplexumban található gokartpálya, technológiai park, 5 csillagos hotel, sporttelep és apartmanok. Az építkezés 2008 októberében fejeződött be. A pályát a FIM 2008. október 11-én, majd két nappal később az FIA is homologizálta. A pálya 100 000 ember befogadására képes.
A pályát Ricardo Pina, építész tervezte. 2010 októberében a Formula–1-es csapatok megállapodtak abban, hogy Bahrein mellett a Portimãoi pályát is felveszik a Formula–1 tesztlistájára.
2013 szeptemberében a pályát irányító céget, a Parkalgar Serviços-t a Portugal Capital Ventures vette át, amely egy portugál állami tulajdonú kockázatitőke-befektető, ezzel gyakorlatilag állami irányítás alá helyezték a pályát. Az eladást a Parkalgar Serviços felhalmozott adósságai kényszerítették ki, amelyekről úgy gondolják, hogy körülbelül 160 millió euró.

## A pálya
A pálya a régi Nürburgringre és a Spa-Francorchampokra hasonlít, főleg a folyamatosan hullámzó jellege miatt. Sok vonalvezetéssel rendelkezik, nem véletlenül fordult már meg itt a  Superbike-világbajnokság, az A1 Grand Prix, megrendezésre került a Le Mans-sorozat keretein belül egy 1000 km-es éjszakai verseny is, valamint az FIA GT bajnoksága is megvetette a lábát már ezen a pályán.
A Formula–1 se hagyta figyelmen kívül a pályát, tesztelt már itt a McLaren, a Ferrari, A Toyota, illetve 2008 év végén az akkori Honda erőforrású csapatok. A Formula–1 2020-as szezonjában szerepet kapott a pálya, miután a Covid19-pandémia következtében a naptár jelentősen átalakult. Így az 1996-os Estorili futam után újra megrendezésre került a Portugál Nagydíj, amit 2021-ben szintén megrendeztek.
A pálya 9-es kanyarját Craig Jones-ról, a Supersport egykori versenyzőjéről nevezték el, aki 2008-ban, Brands Hatchben meghalt egy motorbalesetben.
A Grand Tour első epizódját, a "Szentháromságot" itt forgatták 2016-ban.

## Craig Jones-emlékmű
A pálya előtt egy szobor található, mely Craig Jones-t ábrázolja a motorkerékpárján, miután áthaladt a célvonalon így tisztelegve az elhunyt motorversenyző előtt.

## Fordítás
Ez a szócikk részben vagy egészben  az   Algarve International Circuit című angol Wikipédia-szócikk ezen változatának fordításán alapul.  Az eredeti cikk szerkesztőit annak laptörténete sorolja fel. Ez a jelzés csupán a megfogalmazás eredetét és a szerzői jogokat jelzi, nem szolgál a cikkben szereplő információk forrásmegjelöléseként.